# アール・ハインズ

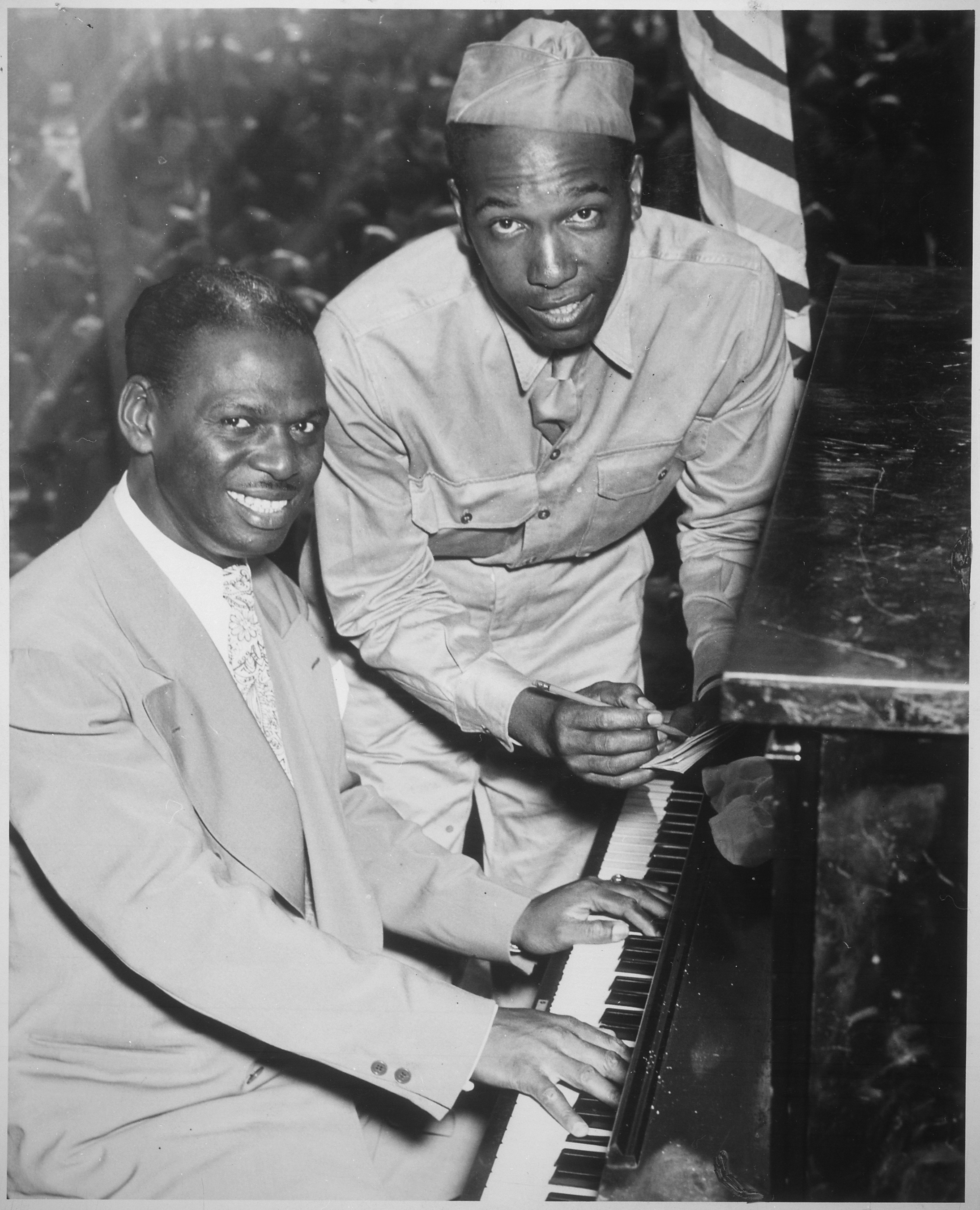
チャールズ・カーペンターとともに

アール・ハインズ（Earl Hines、1903年12月28日 - 1983年4月22日）は、アメリカ人ジャズ・ピアニストでバンド・リーダー。
ハインズはジャズ・ピアノの開発途上で最も影響力のある人物の一人だったとされる。
アール・ハインズ・ビッグバンドのメンバーだったチャーリー・パーカーの同僚でトランペッターのディジー・ガレスピーは、「彼のピアノは現代的ハーモニーの基本である。シカゴ出身のこの小さな男がジャズ・ピアノのスタイルを変えた。バド・パウエルやハービー・ハンコックのルーツは彼だ。皆、彼の後に来た。アール・ハインズがいなければ、今のジャズ・ピアノがどのようにプレイされたのか見当もつかない。個人差はあれど、現代のピアノ・スタイルはアール・ハインズをお手本としている」と書いた。

## 初期
アール・ハインズが生まれたのはデュケインで、ペンシルベニア州ピッツバーグの市内中心部から12マイル離れていた。
1925年（22歳）、多くの家族会議の後、ハインズはイリノイ州シカゴに移住した。そこはその頃、世界のジャズの中心であり、ジェリー・ロール・モートンやキング・オリヴァーが活躍していた。そこでルイ・アームストロングという名の青年と知り合い、親友になり、共演するようになった。
アームストロングは最初の自伝でハインズとの出会いを、
「1926年初頭に、アースキン・テイト教授が、ヴェンドーム劇場の彼の小さな交響楽団に参加しないかと誘ってくるようになり、しばらくして僕は引き受け、アースキンと一年いっしょにいた。さらに知識を得られたんで、それは僕にとって良いことだった。あの偉大なスイング・ピアニスト、アール・ハインズと知り合ったのはヴェンドームでだった。アールは鍵盤をスウィングさせられた。彼と僕は最初からお互いを気に入り、後に何度も会うことになった。ヴェンドームに行ってから数か月して別の大きなチャンスがやってきた。アールと僕は劇場が夜に店じまいしてからサンセット・キャバレーで共演することを頼まれた。そこは当時は（シカゴの）サウスサイドの最も洗練され、最も人気のあるナイトクラブの一つだった」
と振り返った。

## その後のハインズ
1966年、国際批評家投票で『ダウン・ビート』誌の殿堂入りを果たした。また『ダウン・ビート』誌から、世界の「ナンバー1・ジャズ・ピアニスト」に選出された（その後もさらに5回受賞している）。
この頃、ジョニー・カーソンとマイク・ダグラスのテレビ番組に出演。
その時から彼の死まで20年間、ハインズは、同時代のキャット・アンダーソン、ハロルド・アシュビー、バーニー・ビガード、ローレンス・ブラウン、デイヴ・ブルーベック（彼らは1975年にデュエットを録音）、ジャッキー・バイアード（1972年デュエット）、ベニー・カーター、バック・クレイトン、コージー・コール、ウォレス・ダヴェンポート、エディ・"ロックジョウ"・デイヴィス、ヴィック・ディッキンソン、ロイ・エルドリッジ、デューク・エリントン（1966年デュエット）、エラ・フィッツジェラルド、パナマ・フランシス、バド・フリーマン、スタン・ゲッツ、ディジー・ガレスピー、ポール・ゴンザルヴェス、ステファン・グラッペリ、ソニー・グリア、ライオネル・ハンプトン、コールマン・ホーキンス、ジョニー・ホッジス、ピーナッツ・ハッコー、ヘレン・ヒュームズ、バッド・ジョンソン、ジョナ・ジョーンズ、マックス・カミンスキー、ジーン・クルーパ、エリス・ラーキンス、マリアン・マクパートランド（1970年デュエット）、ジェリー・マリガン、レイ・ナンス、オスカー・ピーターソン（1968年デュエット）、ラッセル・プロコペ、ピー・ウィー・ラッセル、ジミー・ラッシング、スタッフ・スミス、レックス・スチュワート、マキシン・サリヴァン、バディ・テイト、ジャック・ティーガーデン、クラーク・テリー、サラ・ヴォーン、ジョー・ヴェヌーティ、アール・ウォーレン、ベン・ウェブスター、テディ・ウィルソン（1965年と1970年にデュエット）、ジミー・ウィザースプーン、ジミー・ウッド、レスター・ヤングと共演した。
おそらくもっと驚くべきものであったのは、アルヴィン・バティスト、トニー・ベネット、アート・ブレイキー、テレサ・ブリュワー、リチャード・デイヴィス、エルヴィン・ジョーンズ、エタ・ジョーンズ、インク・スポッツ、ペギー・リー、ヘレン・メリル、チャールズ・ミンガス、オスカー・ペティフォード、ベティ・ロシェ、カテリーナ・ヴァレンテ、ダイナ・ワシントン、ライ・クーダーとの共演である。

## 代表曲
ハインズがアームストロングと共作し、アームストロングの愛唱歌となったものとして、「monday date」または「a monday date」もしくは「our monday date」またの名を「my monday date」という曲がある。

## ディスコグラフィ

### リーダー・アルバム
- Earl Hines (1951年、Columbia)
- Fats Waller Songs (1952年、Brunswick)
- Louis Armstrong and His Hot Five with Earl Hines (1954年、Odeon)
- Fatha Plays Fats (1956年、Fantasy)
- Solo (1956年、America)
- Oh, "Father"! (1956年、Epic)
- The Incomparable Earl "Fatha" Hines (1957年、Tops)
- The Earl Hines Trio (1958年、Epic)
- Earl Hines (1958年、Philips)
- 『パリ・ワン・ナイト・スタンド』 - Paris One Night Stand (1958年、Philips)
- 『アールズ・パールズ』 - Earl's Pearls (1960年、MGM)
- 『マンデイ・デイト』 - A Monday Date (1961年、Riverside)
- Earl "Fatha" Hines (1963年、Capitol)
- 『スポンティニアス・エクスプロレイションズ』 - Spontaneous Explorations (1964年、Contact)
- 『アップ・トゥ・デイト』 - Up to Date with Earl Hines (1965年、RCA Victor)
- 『パリ・セッション』 - Paris Session (1965年、Columbia)
- 『レコーディッド・ライヴ・イン・コンサート!』 - The Real Earl Hines Recorded Live! in Concert (1965年、Focus)
- 『ワンス・アポン・ア・タイム』 - Once Upon a Time (1966年、Impulse!)
- 『ストライド・ライト』 - Stride Right (1966年、Verve) ※with ジョニー・ホッジス
- 『ヒア・カムズ』 - Here Comes Earl "Fatha" Hines (1966年、Contact)
- Dinah (1966年、RCA Victor)
- The Great Earl Hines (1966年、Polydor)
- 『二人でお茶を』 - Blues in Thirds (1966年、Fontana) ※『Tea For Two』のタイトルで再発
- Jazz Meanz Hines! (1967年、Fontana)
- Swing's Our Thing (1968年、Verve) ※with ジョニー・ホッジス
- Blues & Things (1968年、Master Jazz) ※with ジミー・ラッシング
- The Incomparable Earl "Fatha" Hines (1968年、Fantasy)
- 『アット・ホーム』 - Earl Hines at Home (1969年、Delmark)
- 『アール・"ファーザ"・ハインズ』 - Earl Fatha Hines (1970年、Everest)
- 『クインテッセンシャル・レコーディング・セッション』 - The Quintessential Recording Session (1970年、Halycon)
- Fatha & His Flock on Tour (1970年、MPS)
- Live at the Overseas Press Club (1970年、Chiaroscuro) ※with マキシン・サリヴァン
- All Star Jazz Session (1970年、Springboard)
- Earl Hines Plays Duke Ellington (1971年、Master Jazz)
- Hines Does Hoagy (1971年、Audiophile)
- My Tribute to Louis (1971年、Audiophile)
- Comes in Handy (1971年、Audiophile)
- Hines Plays Hines (1972年、Swaggie)
- Earl Hines (1972年、GNP Crescendo)
- 『バック・オン・ザ・ストリート』 - Back On The Street (1972年、Chiaroscuro) ※with ジョナ・ジョーンズ
- The Mighty Fatha (1973年、Flying Dutchman)
- 『ツール・ド・フォース』 - Tour de Force (1972年、Black Lion)
- Quintessential Continued (1973年、Chiaroscuro)
- 『プレイス ジョージ・ガーシュウィン』 - Plays George Gershwin (1973年、Carosello)
- Earl Hines at Sundown (1974年、Black and Blue)
- It Don't Mean a Thing If It Ain't Got That Swing! (1974年、Black Lion) ※with ポール・ゴンザルヴェス
- 『プレイズ・コール・ポーター』 - Earl Hines Plays Cole Porter (1974年、Swaggie)
- Hines '74 (1974年、Black and Blue)
- Quintessential '74 (1974年、Chiaroscuro)
- Another Monday Date (1974年、Prestige)
- 『ザ・ダーティ・オールド・メン』 - The Dirty Old Men (1974年、Black And Blue) ※with バッド・ジョンソン
- Earl Hines in New Orleans Vol. 1 (1975年、Up)
- Tour de Force Encore (1975年、Black Lion)
- Earl Hines in New Orleans Vol. 2 (1975年)
- 『デュエット』 - Duet! (1975年、MPS) ※with ジャッキー・バイアード
- West Side Story (1975年、Black Lion)[3]
- At the Village Vanguard (1975年、Xanadu) ※with ロイ・エルドリッジ
- 『ファイアーワークス』 - Fireworks (1975年、RCA)
- Earl Hines at Club Hangover Vol. 5 (1976年、Storyville)
- Hot Sonatas (1976年、Chiaroscuro) ※with ジョー・ヴェヌーティ
- Live at Buffalo (1976年、Improv)
- Earl Hines at Saralee's (1976年、Fairmont)
- Earl Hines in New Orleans (1977年、Chiaroscuro)
- 『アールズ・パール アール・ハインズ・ウィズ・ライオネル・ハンプトン』 - Lionel Hampton Presents Earl Hines (1977年、Who's Who in Jazz)
- The Giants (1977年、Black Lion) ※with ステファン・グラッペリ
- An Evening with Earl Hines (1977年、Chiaroscuro)[4]
- 『ライヴ・アット・ザ・ニュー・スクール』 - Live at the New School (1977年、Chiaroscuro)[5]
- 『ソロ・ウォーク/アール・ハインズ・イン・トーキョー』 - Solo Walk in Tokyo (1977年、Biography)
- Swingin' Away (1977年、Black Lion)
- Jazz Is His Old Lady...and My Old Man (1977年、Catalyst) ※with マーヴァ・ジョシー[6]
- 『アール・ミーツ・ハリー』 - Earl Meets Harry (1978年、Black and Blue) ※with ハリー・エディソン
- One for My Baby (1978年、Black Lion)
- Earl Fatha Hines and His All Stars (1978年、GNP Crescendo)
- We Love You Fats (1978年、Doctor Jazz) ※with テレサ・ブリュワー
- Linger Awhile (1979年、Bluebird) ※with バッド・ジョンソン
- The Indispensable Earl Hines Vol. 1 and 2 (1979年、RCA)
- The Indispensable Earl Hines Vol. 3 and 4 (1981年、RCA)
- Deep Forest (1982年、Black Lion)
- 『伝説のリトル・シアター・コンサート』 - The Legendary Little Theater Concert of 1964 Vols. 1 & 2 (1983年、Muse)
- Texas Ruby Red (1983年、Black Lion)
- 『ファーザ』 - Fatha (1983年、Quicksilver)
- Live and in Living Jazz (1983年、Quicksilver)
- 『ポンペイの夜〜ブキ・ウギ・オン・セントルイス・ブルース』 - Boogie Woogie On The St Louis Blues (1984年、Vogue)
- Earl Hines and His Esquire All Stars Featuring Dicky Wells (1985年、Storyville)
- Varieties! (1985年、Xanadu)
- Earl's Backroom and Cozy's Caravan (1986年、Felsted) ※コージー・コールとのスプリット盤
- 『ライヴ・アット・ザ・ヴィレッジ・ヴァンガード』 - Live at the Village Vanguard (1988年、Columbia)
- Earl Hines Plays Duke Ellington (1988年)
- Reunion in Brussels (1992年、Red Baron)
- 『スイング・イントゥ・ビバップ』 - Swing into Bebop (1992年、Xanadu)
- Earl Hines and the Duke's Men (1994年、Delmark)
- 『ライヴ!オールボー・1965』 - Live Aalborg Denmark 1965 (1994年、Storyville)
- 『グランド・リユニオン』 - Grand Reunion (1995年、Verve)
- Earl Hines Plays Duke Ellington Volume Two (1997年)

## 参照
1. ↑  “PBS: Ken Burns Jazz”. PBS.org quoting The New Grove Dictionary of Jazz, Oxford University Press 2008年3月24日閲覧。
2. ↑  Gillespie & Fraser 2009, p. 486.
3. ↑  “West Side Story - Earl Hines | Songs, Reviews, Credits | AllMusic”. 2021年4月28日閲覧。
4. ↑  “An Evening with Earl Hines - Earl Hines | Songs, Reviews, Credits | AllMusic”. 2021年4月28日閲覧。
5. ↑  “Live at the New School - Earl Hines | Songs, Reviews, Credits | AllMusic”. 2021年4月28日閲覧。
6. ↑  “Jazz Is His Old Lady and My Old Man - Earl Hines | Songs, Reviews, Credits | AllMusic”. 2021年4月28日閲覧。